# Borolia cupreata
Borolia cupreata là một loài bướm đêm trong họ Noctuidae.